# 1980년 뉴욕 영화 비평가 협회상
제46회 뉴욕 영화 비평가 협회상은 1980년 영화를 대상으로 하는 시상식이다.

## 수상 및 후보

### 작품상
- 보통 사람들

### 감독상
- 멜빈과 하워드 - 조나단 드미 수상

### 각본상
- 멜빈과 하워드 - 보 골드먼 수상

### 여우주연상
- 광부의 딸 - 씨씨 스페이식 수상

### 남우주연상
- 분노의 주먹 - 로버트 드 니로 수상

### 여우조연상
- 멜빈과 하워드 - 메리 스틴버겐 수상

### 남우조연상
- 분노의 주먹 - 조 페시 수상

### 촬영상
- 테스 - 죠프리 언스워스 수상
- 테스 - Ghislain Cloquet 수상

### 다큐멘터리상
- 베스트 보이

### 외국영화상
- 내 미국 삼촌